# BRDM-2
BRDM-2 (Boyevaya Razvedyvatelnaya Dozornaya Mashina, tiếng Nga: Боевая Разведывательная Дозорная Машина, nghĩa là "Xe tuần tra/trinh sát bọc thép") là một lại xe trinh sát bọc thép lội nước của Liên Xô. Nó còn có tên định dang khác là BTR-40PB, BTR-40P-2 và GAZ 41-08. BRDM-2 được xuất khẩu rộng rãi cho nhiều quốc gia trên thế giới, ít nhất là 38 nước. Nó thay thế cho xe BRDM-1, BRDM-2 cải thiện khả năng lội nước và trang bị tốt hơn.

## Lịch sử
Sau vài năm khai thác BRDM-1, Lục quân Liên Xô nhận thấy hạn chế và nhược điểm của nó. Xe không có tháp pháo và khi sử dụng vũ khí xạ thủ phải mở cửa nóc. Xe không trang bị hệ thống bảo vệ phóng xạ-sinh-hóa, và không có thiết bị nhìn đêm. Xe BRDM-1 cũng không có bất kỳ thiết bị quan sát đặc biệt nào cho nhiệm vụ của một xe trinh sát. Những hạn chế này đã thúc đẩy đội thiết kế tạo ra một mẫu xe mới phù hợp hơn với môi trường chiến tranh hiện đại.

## Các quốc gia sử dụng
- Afghanistan: Hầu hết các xe bị tịch thu từ cuộc chiến tranh với Liên Xô; một số là phương tiện bị quân đội Liên Xô rút lui bỏ lại, một số khác là phương tiện vô chủ do Liên Xô để lại trên khắp Afghanistan và được đưa trở lại tình trạng hoạt động.
- Algérie: 60 BRDM-2 và 64 9P122 "Malyutka".
- Angola: 600
- Armenia: 9 9P148 Konkurs
- Azerbaijan: 29 chiếc
- Belarus: Biến thể Caiman đang phục vụ.
- Bénin: 14
- Bosnia và Herzegovina: 8 9P122 Malyutka và 9 9P133 Malyutka.
- Bungaria: 24 9P148 Konkurs.
- Burundi: 30
- Campuchia: 200
- Cameroon: 31
- Cape Verde: 10
- Cộng hòa Trung Phi: Hơn 20 chiếc được Nga giao vào tháng 10 đến tháng 11 năm 2020.
- Chad : ~100
- Cộng hòa Congo
- Cuba: 100 chiếc BRDM-2 sử dụng cho lực lượng đặc biệt và 50 chiếc hiện đại hóa với súng cối 120 mm
- Cộng hòa Séc: BRDM-2RCH
- Djibouti: 2
- Ai Cập: 300 BRDM-2, BRDM-2UM + 100 được Ba Lan hiện đại hóa thành BRDM-2M96i.
- Guinea Xích Đạo: 6
- Eritrea
- Ethiopia
- Georgia: 17
- Guinea: Ukraine giao 4 chiếc vào năm 1998.
- Guinea-Bissau: 10
- Ấn Độ
- Iraq:  Quân đội Iraq sử dụng một số xe BRDM-2 được trang bị súng máy hạng nặng phòng không 14,5 mm KPV đôi ZPU-2 và Ukraine đã giao 13 xe trinh sát bọc thép BRDM-2 cho Quân đội Iraq vào năm 2006. Quân đội chính quy Iraq đã vận hành 1.300 xe trinh sát bọc thép BRDM-1 và BRDM-2 và các phương tiện dựa trên chúng.
  -  Kurdistan: Peshmerga
- Bờ Biển Ngà: 13 chiếc được Belarus chuyển giao từ năm 2002 đến năm 2003.
- Kyrgyzstan: 9 xe BRDM-2MS nâng cấp được Nga tặng vào tháng 4 năm 2019.
- Lào: Ít nhất 10 chiếc BRDM-2MS nâng cấp do Nga cung cấp vào cuối năm 2018 - tháng 1 năm 2020.
- Lesotho: 2
- Libya: 350; được một hãng Séc tân trang lại vào năm 2013.
- Madagascar: ~35
- Maldives
- Mali: Hơn 20 – 64 chiếc do Liên Xô và Bulgaria giao nhưng nhiều chiếc trong số đó đã thua trong các cuộc giao tranh
- Moldova: 27
  -  Transnistria
- Mông Cổ: 120 BRDM-2 và BRDM-2Rkh
- Myanmar: 33 BRDM-2MS nhận được vào đầu năm 2020. Các mẫu khác nhận được vào đầu năm 2022.
- Namibia: Tổng cộng 12 chiếc đang được sử dụng trong Lực lượng phòng vệ Namibia , hầu hết được thừa kế trực tiếp từ PLAN hoặc các mẫu thu được dưới sự quản lý của chính quyền Tây Nam Phi cũ.
- Cộng hòa Dân chủ Nhân dân Triều Tiên
- Palestine: 45 BRDM-2 được Nga giao cho Cảnh sát Chính quyền Palestine năm 1995, sau đó bị Hamas thu giữ sau Trận Gaza vào tháng 6 năm 2007.
- Các đơn vị Phòng vệ Nhân dân (YPG)
- Peru: Mẫu BDRM-2 sản xuất muộn và bệ phóng ATGM 9P133.
- Ba Lan: 282 BRDM-2 tính đến năm 2022. 87 BRDM-2 R5115 BRDM-2 , ~110 BRDM-2 được hiện đại hóa thành BRDM-2M-96 và BRDM-2M-96i, 37 BRDM-2 được hiện đại hóa thành BRDM-2M-97 "Żbik-B" và 1 chiếc được hiện đại hóa thành cấp BRDM-2M-98 "Żbik-A", 54 chiếc BRDM-2 được hiện đại hóa thành cấp BRDM-2M-96ik "Szakal", 27 chiếc 9P133 "Malyutka" và 18 chiếc Pháo chống tăng 9P148 "Konkurs", 98 xe chỉ huy BRDM-2 R-5, hàng chục xe trinh sát BRDM-2RS NBC, một số lượng xe chỉ huy BRDM-2 R-1A chưa xác định tính đến năm 2011.
- Nga: 1.000+ (1.000) vào năm 2011. Khoảng 2.080 vào năm 2013.
- Serbia: 36+(22) + 30 chiếc BRDM-2MS nâng cấp khác (Tài trợ của Nga trong giai đoạn 2019–2021).
- Slovakia: 6 chiếc đã nghỉ hưu.
- Somalia
- Sudan: 60 chiếc được Belarus giao từ năm 2003 đến năm 2004 (39 chiếc năm 2003 và 21 chiếc năm 2004).
- Syria: 950
- Tajikistan: Khoảng 22 chiếc BRDM-2MS nâng cấp (Tài trợ của Nga năm 2019 và 2021)
- Tanzania: 40 chiếc được giao vào năm 1978–1979, [51] ~10 chiếc có sẵn vào năm 2019.
- Turkmenistan: 30
- Ukraine
- Việt Nam: 200
- Yemen
- Zambia
- Zimbabwe

## Các quốc gia không tồn tại từng sử dụng
- Albania: 30 BRDM-1 và BRDM-2, tất cả đã rút lui.
- Croatia: 9
- Estonia: 7
- Montenegro: 2
- Tiệp Khắc: Được truyền lại cho các quốc gia kế thừa.
- Đức: Lấy từ quân đội CHDC Đức, tất cả đều bị loại bỏ hoặc bán cho các nước khác.
  -  Đông Đức: Chuyển giao cho nhà nước Đức thống nhất.
- Grenada: 2 chiếc BRDM-2 được Liên Xô chuyển giao cho Grenada vào năm 1981 hoặc 1982. Cả hai đều không còn phục vụ kể từ cuộc xâm lược của Mỹ năm 1983 – một chiếc đã bị phá hủy và chiếc còn lại bị bắt giữ.
- Hungary
- ISIL
- Latvia: 2
- Litva: 10
- Bắc Macedonia: 10
- Palestine: Số lượng không xác định do PLO điều hành ở Lebanon và được chuyển cho Al-Murabitun vào năm 1983.
- Quân đội Nam Lebanon : Thu giữ các phương tiện do Israel cung cấp.
- Slovenia: 5 chiếc BDRM-2 sản xuất muộn . Đại đội chỉ huy của Tiểu đoàn thiết giáp cơ giới 44 "Sói" vận hành xe BRDM-2
- Liên Xô: Chuyển giao cho các quốc gia kế thừa.
- Nam Tư: Được chuyển giao cho các quốc gia kế thừa.